# Saison 2022-2023 du Heat de Miami
La saison 2022-2023 du Heat de Miami est la 35e saison de la franchise en NBA.

## Draft
| Tour | Choix | Joueur       | Poste | Nationalité | Provenance   |
| ---- | ----- | ------------ | ----- | ----------- | ------------ |
| 1    | 27    | Nikola Jović | F     | Serbie      | Mega Mozzart |

## Matchs

### Summer League
| Summer League Total: 3-5 |

| Match | Date match | Équipe       | Score    | Meilleur marqueur  | Meilleur rebondeur    | Meilleur passeur     | Lieux Spectateurs  | Série |
| ----- | ---------- | ------------ | -------- | ------------------ | --------------------- | -------------------- | ------------------ | ----- |
| 1     | 2 juillet  | L.A. Lakers  | D 66-100 | Javonte Smart (13) | Orlando Robinson (9)  | Kyle Allman Jr. (5)  | Chase Center 8 806 | 0 - 1 |
| 2     | 3 juillet  | Sacramento   | D 64-81  | Javonte Smart (12) | Haywood Highsmith (8) | Javonte Smart (4)    | Chase Center 9 028 | 0 - 2 |
| 3     | 5 juillet  | Golden State | V 94-70  | Nikola Jović (25)  | Highsmith, Jović (9)  | Kyle Allman Jr. (10) | Chase Center 0     | 1 - 2 |

| Match | Date match | Équipe        | Score   | Meilleur marqueur    | Meilleur rebondeur    | Meilleur passeur    | Lieux Spectateurs      | Série |
| ----- | ---------- | ------------- | ------- | -------------------- | --------------------- | ------------------- | ---------------------- | ----- |
| 1     | 9 juillet  | Boston        | V 88-78 | Mychal Mulder (23)   | Orlando Robinson (8)  | Jamaree Bouyea (5)  | Cox Pavilion 0         | 1 - 0 |
| 2     | 12 juillet | Atlanta       | D 88-95 | Javonte Smart (19)   | Orlando Robinson (6)  | Javonte Smart (3)   | Thomas & Mack Center 0 | 1 - 1 |
| 3     | 13 juillet | Philadelphie  | D 71-75 | Javonte Smart (20)   | Orlando Robinson (10) | Javonte Smart (4)   | Cox Pavilion 0         | 1 - 2 |
| 4     | 15 juillet | Toronto       | D 78-88 | Kyle Allman Jr. (17) | Orlando Robinson (11) | Kyle Allman Jr. (4) | Cox Pavilion 0         | 1 - 3 |
| 5     | 16 juillet | L.A. Clippers | V 86-83 | Kyle Allman Jr. (26) | Jamal Cain (11)       | Kyle Allman Jr. (6) | Cox Pavilion 0         | 2 - 3 |

### Pré-saison
| Pré-saison Total: 4-1 (Domicile : 2-1; Extérieur : 2-0) |

| Match | Date match | Équipe              | Score     | Meilleur marqueur    | Meilleur rebondeur | Meilleur passeur     | Lieux Spectateurs      | Série |
| ----- | ---------- | ------------------- | --------- | -------------------- | ------------------ | -------------------- | ---------------------- | ----- |
| 1     | 4 octobre  | Minnesota           | D 111-121 | Adebayo, Herro (22)  | Ömer Yurtseven (9) | Herro, Strus (4)     | FTX Arena 19 600       | 0 - 1 |
| 2     | 6 octobre  | @ Brooklyn          | V 109-80  | Bam Adebayo (17)     | Jamal Cain (11)    | Highsmith, Jović (5) | Barclays Center 14 058 | 1 - 1 |
| 3     | 7 octobre  | @ Memphis           | V 111-108 | Duncan Robinson (29) | Nikola Jović (8)   | Jamaree Bouyea (8)   | FedExForum 14 395      | 2 - 1 |
| 4     | 10 octobre | Houston             | V 118-110 | Max Strus (24)       | Nikola Jović (12)  | Quatre joueurs (4)   | FTX Arena 19 600       | 3 - 1 |
| 5     | 12 octobre | La Nouvelle-Orléans | V 120-103 | Bam Adebayo (25)     | Kyle Lowry (9)     | Jimmy Butler (6)     | FTX Arena 19 600       | 4 - 1 |

### Saison régulière
| Saison régulière Total: 44-38 (Domicile : 27-14; Extérieur : 17-24) |

| Match | Date match | Équipe         | Score     | Meilleur marqueur | Meilleur rebondeur | Meilleur passeur  | Lieux Spectateurs      | Série |
| ----- | ---------- | -------------- | --------- | ----------------- | ------------------ | ----------------- | ---------------------- | ----- |
| 1     | 19 octobre | Chicago        | D 108-116 | Jimmy Butler (24) | Bam Adebayo (9)    | Kyle Lowry (4)    | FTX Arena 19 600       | 0 - 1 |
| 2     | 21 octobre | Boston         | D 104-111 | Tyler Herro (25)  | Bam Adebayo (8)    | Kyle Lowry (6)    | FTX Arena 19 600       | 0 - 2 |
| 3     | 22 octobre | Toronto        | V 112-209 | Jimmy Butler (24) | Tyler Herro (8)    | Herro, Lowry (6)  | FTX Arena 19 600       | 1 - 2 |
| 4     | 24 octobre | Toronto        | D 90-98   | Jimmy Butler (26) | Tyler Herro (15)   | Trois joueurs (4) | FTX Arena 19 600       | 1 - 3 |
| 5     | 26 octobre | @ Portland     | V 119-98  | Bam Adebayo (18)  | Max Strus (9)      | Gabe Vincent (7)  | Moda Center 18 588     | 2 - 3 |
| 6     | 27 octobre | @ Golden State | D 110-123 | Jimmy Butler (27) | Bam Adebayo (8)    | Butler, Lowry (8) | Chase Center 18 064    | 2 - 4 |
| 7     | 29 octobre | @ Sacramento   | D 113-119 | Tyler Herro (34)  | Jimmy Butler (7)   | Jimmy Butler (6)  | Golden 1 Center 14 618 | 2 - 5 |

| Match | Date match   | Équipe       | Score          | Meilleur marqueur   | Meilleur rebondeur     | Meilleur passeur    | Lieux Spectateurs                 | Série   |
| ----- | ------------ | ------------ | -------------- | ------------------- | ---------------------- | ------------------- | --------------------------------- | ------- |
| 8     | 1er novembre | Golden State | V 116-109      | Max Strus (24)      | Gabe Vincent (8)       | Kyle Lowry (9)      | FTX Arena 19 600                  | 3 - 5   |
| 9     | 2 novembre   | Sacramento   | V 110-107      | Tyler Herro (26)    | Tyler Herro (12)       | Kyle Lowry (7)      | FTX Arena 19 600                  | 4 - 5   |
| 10    | 4 novembre   | @ Indiana    | D 99-101       | Tyler Herro (29)    | Bam Adebayo (10)       | Tyler Herro (5)     | Gainbridge Fieldhouse 13 141      | 4 - 6   |
| 11    | 7 novembre   | Portland     | D 107-110      | Trois joueurs (16)  | Kyle Lowry (7)         | Kyle Lowry (8)      | FTX Arena 19 600                  | 4 - 7   |
| 12    | 10 novembre  | Charlotte    | V 117-112 (OT) | Jimmy Butler (35)   | Bam Adebayo (14)       | Jimmy Butler (8)    | FTX Arena 19 600                  | 5 - 7   |
| 13    | 12 novembre  | Charlotte    | V 132-115      | Max Strus (31)      | Bam Adebayo (15)       | Butler, Lowry (8)   | FTX Arena 19 600                  | 6 - 7   |
| 14    | 14 novembre  | Phoenix      | V 113-112      | Bam Adebayo (30)    | Jimmy Butler (13)      | Jimmy Butler (7)    | FTX Arena 19 600                  | 7 - 7   |
| 15    | 16 novembre  | @ Toronto    | D 104-112      | Max Strus (20)      | Caleb Martin (9)       | Butler, Vincent (5) | Scotiabank Arena 19 800           | 7 - 8   |
| 16    | 18 novembre  | @ Washington | D 106-107 (OT) | Kyle Lowry (24)     | Haywood Highsmith (14) | Kyle Lowry (15)     | Capital One Arena 18 772          | 7 - 9   |
| 17    | 20 novembre  | @ Cleveland  | D 87-113       | Bam Adebayo (21)    | Bam Adebayo (6)        | Nikola Jović (5)    | Rocket Mortgage FieldHouse 19 432 | 7 - 10  |
| 18    | 21 novembre  | @ Minnesota  | D 101-105      | Kyle Lowry (21)     | Bam Adebayo (14)       | Kyle Lowry (9)      | Target Center 16 583              | 7 - 11  |
| 19    | 23 novembre  | Washington   | V 113-105      | Kyle Lowry (28)     | Bam Adebayo (11)       | Martin, Vincent (4) | FTX Arena 19 600                  | 8 - 11  |
| 20    | 25 novembre  | Washington   | V 110-107      | Bam Adebayo (38)    | Bam Adebayo (12)       | Tyler Herro (10)    | FTX Arena 19 600                  | 9 - 11  |
| 21    | 27 novembre  | @ Atlanta    | V 106-98       | Bam Adebayo (32)    | Tyler Herro (11)       | Tyler Herro (10)    | State Farm Arena 17 268           | 10 - 11 |
| 22    | 30 novembre  | @ Boston     | D 121-134      | Adebayo, Strus (23) | Haywood Highsmith (8)  | Tyler Herro (9)     | TD Garden 19 156                  | 10 - 12 |

| Match | Date match  | Équipe          | Score          | Meilleur marqueur | Meilleur rebondeur   | Meilleur passeur   | Lieux Spectateurs              | Série   |
| ----- | ----------- | --------------- | -------------- | ----------------- | -------------------- | ------------------ | ------------------------------ | ------- |
| 23    | 2 décembre  | @ Boston        | V 120-116 (OT) | Bam Adebayo (28)  | Jimmy Butler (15)    | Lowry, Vincent (4) | TD Garden 19 156               | 11 - 12 |
| 24    | 5 décembre  | @ Memphis       | D 93-101       | Tyler Herro (23)  | Tyler Herro (13)     | Jimmy Butler (8)   | FedExForum 16 122              | 11 - 13 |
| 25    | 6 décembre  | Détroit         | D 96-116       | Tyler Herro (34)  | Bam Adebayo (15)     | Herro, Lowry (6)   | FTX Arena 19 600               | 11 - 14 |
| 26    | 8 décembre  | L.A. Clippers   | V 115-110      | Jimmy Butler (26) | Bam Adebayo (10)     | Jimmy Butler (8)   | FTX Arena 19 600               | 12 - 14 |
| 27    | 10 décembre | San Antonio     | D 111-115      | Jimmy Butler (30) | Bam Adebayo (9)      | Kyle Lowry (7)     | FTX Arena 19 600               | 12 - 15 |
| 28    | 12 décembre | @ Indiana       | V 87-82        | Bam Adebayo (22)  | Bam Adebayo (17)     | Tyler Herro (6)    | Gainbridge Fieldhouse 15 309   | 13 - 15 |
| 29    | 14 décembre | @ Oklahoma City | V 110-108      | Tyler Herro (35)  | Bam Adebayo (13)     | Kyle Lowry (6)     | Paycom Center 14 783           | 14 - 15 |
| 30    | 15 décembre | @ Houston       | V 111-108      | Tyler Herro (41)  | Jimmy Butler (10)    | Jimmy Butler (7)   | Toyota Center 16 210           | 15 - 15 |
| 31    | 17 décembre | @ San Antonio   | V 111-101      | Jimmy Butler (26) | Bam Adebayo (13)     | Tyler Herro (7)    | Arena Ciudad de México 20 160  | 16 - 15 |
| 32    | 20 décembre | Chicago         | D 103-113      | Bam Adebayo (27)  | Bam Adebayo (12)     | Tyler Herro (7)    | FTX Arena 19 969               | 16 - 16 |
| 33    | 23 décembre | Indiana         | D 108-111      | Tyler Herro (28)  | Bam Adebayo (7)      | Kyle Lowry (5)     | FTX Arena 19 600               | 16 - 17 |
| 34    | 26 décembre | Minnesota       | V 113-110      | Max Strus (19)    | Orlando Robinson (9) | Kyle Lowry (9)     | FTX Arena 19 911               | 17 - 17 |
| 35    | 28 décembre | L.A. Lakers     | V 112-98       | Jimmy Butler (27) | Bam Adebayo (14)     | Tyler Herro (9)    | FTX Arena 20 221               | 18 - 17 |
| 36    | 30 décembre | @ Denver        | D 119-124      | Tyler Herro (26)  | Tyler Herro (10)     | Jimmy Butler (8)   | Ball Arena 19 638              | 18 - 18 |
| 37    | 31 décembre | @ Utah          | V 126-123      | Bam Adebayo (32)  | Tyler Herro (9)      | Herro, Strus (6)   | Vivint Smart Home Arena 18 206 | 19 - 18 |

| Match | Date match | Équipe                | Score     | Meilleur marqueur   | Meilleur rebondeur   | Meilleur passeur    | Lieux Spectateurs                 | Série   |
| ----- | ---------- | --------------------- | --------- | ------------------- | -------------------- | ------------------- | --------------------------------- | ------- |
| 38    | 2 janvier  | @ L.A. Clippers       | V 110-100 | Bam Adebayo (31)    | Bam Adebayo (13)     | Jimmy Butler (6)    | Crypto.com Arena 19 068           | 20 - 18 |
| 39    | 4 janvier  | @ L.A. Lakers         | D 109-112 | Bam Adebayo (30)    | Bam Adebayo (13)     | Victor Oladipo (5)  | Crypto.com Arena 18 997           | 20 - 19 |
| 40    | 6 janvier  | @ Phoenix             | V 104-96  | Victor Oladipo (26) | Bam Adebayo (11)     | Jimmy Butler (6)    | Footprint Center 17 071           | 21 - 19 |
| 41    | 8 janvier  | Brooklyn              | D 101-102 | Jimmy Butler (26)   | Orlando Robinson (9) | Victor Oladipo (6)  | FTX Arena 19 901                  | 21 - 20 |
| 42    | 10 janvier | Oklahoma City         | V 112-111 | Jimmy Butler (35)   | Butler, Strus (7)    | Trois joueurs (4)   | FTX Arena 19 600                  | 22 - 20 |
| 43    | 12 janvier | Milwaukee             | V 108-102 | Gabe Vincent (28)   | Bam Adebayo (12)     | Victor Oladipo (8)  | FTX Arena 19 600                  | 23 - 20 |
| 44    | 14 janvier | Milwaukee             | V 111-95  | Gabe Vincent (27)   | Bam Adebayo (13)     | Victor Oladipo (5)  | Miami-Dade Arena 19 620           | 24 - 20 |
| 45    | 16 janvier | @ Atlanta             | D 113-121 | Jimmy Butler (34)   | Bam Adebayo (13)     | Victor Oladipo (10) | State Farm Arena 18 007           | 24 - 21 |
| 46    | 18 janvier | @ La Nouvelle-Orléans | V 124-98  | Bam Adebayo (26)    | Adebayo, Lowry (8)   | Max Strus (10)      | Smoothie King Center 17 736       | 25 - 21 |
| 47    | 20 janvier | @ Dallas              | D 90-115  | Victor Oladipo (20) | Bam Adebayo (11)     | Bam Adebayo (4)     | American Airlines Center 20 326   | 25 - 22 |
| 48    | 22 janvier | La Nouvelle-Orléans   | V 100-96  | Tyler Herro (26)    | Bam Adebayo (9)      | Victor Oladipo (5)  | Miami-Dade Arena 19 600           | 26 - 22 |
| 49    | 24 janvier | Boston                | V 98-95   | Bam Adebayo (30)    | Bam Adebayo (15)     | Kyle Lowry (8)      | Miami-Dade Arena 19 705           | 27 - 22 |
| 50    | 27 janvier | Orlando               | V 110-105 | Jimmy Butler (29)   | Caleb Martin (7)     | Bam Adebayo (7)     | Miami-Dade Arena 19 788           | 28 - 22 |
| 51    | 29 janvier | @ Charlotte           | D 117-122 | Jimmy Butler (28)   | Jimmy Butler (7)     | Bam Adebayo (6)     | Spectrum Center 19 254            | 28 - 23 |
| 52    | 31 janvier | @ Cleveland           | V 100-97  | Jimmy Butler (23)   | Bam Adebayo (11)     | Victor Oladipo (6)  | Rocket Mortgage FieldHouse 19 432 | 29 - 23 |

| Match                  | Date match | Équipe         | Score          | Meilleur marqueur | Meilleur rebondeur | Meilleur passeur    | Lieux Spectateurs            | Série   |
| ---------------------- | ---------- | -------------- | -------------- | ----------------- | ------------------ | ------------------- | ---------------------------- | ------- |
| 53                     | 2 février  | @ New York     | D 104-106      | Bam Adebayo (32)  | Bam Adebayo (9)    | Tyler Herro (8)     | Madison Square Garden 19 044 | 29 - 24 |
| 54                     | 4 février  | @ Milwaukee    | D 115-123      | Jimmy Butler (32) | Bam Adebayo (11)   | Bam Adebayo (8)     | Fiserv Forum 18 008          | 29 - 25 |
| 55                     | 8 février  | Indiana        | V 116-111      | Bam Adebayo (38)  | Caleb Martin (11)  | Jimmy Butler (7)    | Miami-Dade Arena 19 600      | 30 - 25 |
| 56                     | 10 février | Houston        | V 97-95        | Tyler Herro (31)  | Trois joueurs (9)  | Tyler Herro (8)     | Miami-Dade Arena 19 600      | 31 - 25 |
| 57                     | 11 février | @ Orlando      | V 107-103 (OT) | Tyler Herro (23)  | Bam Adebayo (17)   | Max Strus (7)       | Amway Center 18 223          | 32 - 25 |
| 58                     | 13 février | Denver         | D 108-112      | Jimmy Butler (24) | Jimmy Butler (10)  | Jimmy Butler (9)    | Miami-Dade Arena 19 755      | 32 - 26 |
| 59                     | 15 février | @ Brooklyn     | D 105-116      | Bam Adebayo (24)  | Bam Adebayo (13)   | Adebayo, Butler (6) | Barclays Center 17 963       | 32 - 27 |
| NBA All-Star Game 2023 |            |                |                |                   |                    |                     |                              |         |
| 60                     | 24 février | @ Milwaukee    | D 99-128       | Jimmy Butler (23) | Kevin Love (8)     | Love, Strus (4)     | Fiserv Forum 17 676          | 32 - 28 |
| 61                     | 25 février | @ Charlotte    | D 103-108      | Tyler Herro (33)  | Kevin Love (13)    | Jimmy Butler (6)    | Spectrum Center 19 109       | 32 - 29 |
| 62                     | 27 février | @ Philadelphie | V 101-99       | Jimmy Butler (23) | Jimmy Butler (11)  | Jimmy Butler (9)    | Wells Fargo Center 20 859    | 33 - 29 |

| Match | Date match | Équipe       | Score          | Meilleur marqueur | Meilleur rebondeur   | Meilleur passeur   | Lieux Spectateurs            | Série   |
| ----- | ---------- | ------------ | -------------- | ----------------- | -------------------- | ------------------ | ---------------------------- | ------- |
| 63    | 1er mars   | Philadelphie | D 96-119       | Bam Adebayo (20)  | Bam Adebayo (8)      | Tyler Herro (6)    | Miami-Dade Arena 19 600      | 33 - 30 |
| 64    | 3 mars     | New York     | D 120-122      | Jimmy Butler (33) | Trois joueurs (8)    | Tyler Herro (6)    | Miami-Dade Arena 19 600      | 33 - 31 |
| 65    | 4 mars     | Atlanta      | V 117-109      | Bam Adebayo (30)  | Adebayo, Butler (11) | Jimmy Butler (7)   | Miami-Dade Arena 19 600      | 34 - 31 |
| 66    | 6 mars     | Atlanta      | V 130-128      | Jimmy Butler (26) | Jimmy Butler (10)    | Jimmy Butler (9)   | Miami-Dade Arena 19 600      | 35 - 31 |
| 67    | 8 mars     | Cleveland    | D 100-104      | Jimmy Butler (28) | Love, Zeller (8)     | Butler, Herro (5)  | Miami-Dade Arena 19 600      | 35 - 32 |
| 68    | 10 mars    | Cleveland    | V 119-115      | Jimmy Butler (33) | Tyler Herro (9)      | Adebayo, Herro (4) | Miami-Dade Arena 19 757      | 36 - 32 |
| 69    | 11 mars    | @ Orlando    | D 114-126 (OT) | Jimmy Butler (38) | Bam Adebayo (7)      | Kyle Lowry (4)     | Amway Center 17 347          | 36 - 33 |
| 70    | 13 mars    | Utah         | V 119-115      | Jimmy Butler (24) | Bam Adebayo (9)      | Butler, Lowry (4)  | Miami-Dade Arena 19 721      | 37 - 33 |
| 71    | 15 mars    | Memphis      | V 138-119      | Bam Adebayo (26)  | Adebayo, Butler (8)  | Trois joueurs (6)  | Miami-Dade Arena 19 794      | 38 - 33 |
| 72    | 18 mars    | @ Chicago    | D 99-113       | Jimmy Butler (24) | Trois joueurs (7)    | Trois joueurs (4)  | United Center 20 094         | 38 - 34 |
| 73    | 19 mars    | @ Détroit    | V 112-100      | Jimmy Butler (26) | Bam Adebayo (10)     | Jimmy Butler (0)   | Little Caesars Arena 20 190  | 39 - 34 |
| 74    | 22 mars    | New York     | V 127-120      | Jimmy Butler (35) | Bam Adebayo (7)      | Jimmy Butler (9)   | Miami-Dade Arena 19 863      | 40 - 34 |
| 75    | 25 mars    | Brooklyn     | D 100-129      | Herro, Strus (23) | Caleb Martin (9)     | Jimmy Butler (5)   | Miami-Dade Arena 19 680      | 40 - 35 |
| 76    | 28 mars    | @ Toronto    | D 92-106       | Tyler Herro (33)  | Bam Adebayo (12)     | Tyler Herro (6)    | Scotiabank Arena 19 800      | 40 - 36 |
| 77    | 29 mars    | @ New York   | D 92-101       | Gabe Vincent (21) | Bam Adebayo (11)     | Jimmy Butler (6)   | Madison Square Garden 19 812 | 40 - 37 |

| Match | Date match | Équipe         | Score     | Meilleur marqueur   | Meilleur rebondeur    | Meilleur passeur   | Lieux Spectateurs           | Série   |
| ----- | ---------- | -------------- | --------- | ------------------- | --------------------- | ------------------ | --------------------------- | ------- |
| 78    | 1er avril  | Dallas         | V 129-122 | Jimmy Butler (35)   | Cody Zeller (8)       | Jimmy Butler (12)  | Miami-Dade Arena 20 011     | 41 - 37 |
| 79    | 4 avril    | @ Détroit      | V 118-105 | Jimmy Butler (27)   | Jimmy Butler (8)      | Jimmy Butler (8)   | Little Caesars Arena 18 453 | 42 - 37 |
| 80    | 6 avril    | @ Philadelphie | V 120-101 | Butler, Herro (24)  | Bam Adebayo (8)       | Kyle Lowry (7)     | Wells Fargo Center 21 178   | 43 - 37 |
| 81    | 7 avril    | @ Washington   | D 108-114 | Victor Oladipo (30) | Haywood Highsmith (9) | Gabe Vincent (8)   | Capital One Arena 20 476    | 43 - 38 |
| 82    | 9 avril    | Orlando        | V 123-110 | Udonis Haslem (24)  | Ömer Yurtseven (7)    | Victor Oladipo (8) | Kaseya Center 19 894        | 44 - 38 |

### Play-in tournament
| Play-in Total: 1-1 (Domicile : 1-1; Extérieur : 0-0) |

| Match | Date match | Équipe  | Score     | Meilleur marqueur | Meilleur rebondeur | Meilleur passeur | Lieux Spectateurs    | Série |
| ----- | ---------- | ------- | --------- | ----------------- | ------------------ | ---------------- | -------------------- | ----- |
| 1     | 12 avril   | Atlanta | D 105-116 | Kyle Lowry (33)   | Bam Adebayo (9)    | Jimmy Butler (9) | Kaseya Center 19 662 | 0 - 1 |

| Match | Date match | Équipe  | Score    | Meilleur marqueur  | Meilleur rebondeur | Meilleur passeur | Lieux Spectateurs    | Série |
| ----- | ---------- | ------- | -------- | ------------------ | ------------------ | ---------------- | -------------------- | ----- |
| 2     | 14 avril   | Chicago | V 102-91 | Butler, Strus (31) | Bam Adebayo (17)   | Tyler Herro (7)  | Kaseya Center 19 678 | 1 - 0 |

### Playoffs
| Playoffs Total: 13-10 (Domicile : 6-4; Extérieur : 7-6) |

| Match | Date match | Équipe      | Score          | Meilleur marqueur | Meilleur rebondeur   | Meilleur passeur  | Lieux Spectateurs    | Série |
| ----- | ---------- | ----------- | -------------- | ----------------- | -------------------- | ----------------- | -------------------- | ----- |
| 1     | 16 avril   | @ Milwaukee | V 130-117      | Jimmy Butler (35) | Bam Adebayo (9)      | Jimmy Butler (11) | Fiserv Forum 17 381  | 1 - 0 |
| 2     | 19 avril   | @ Milwaukee | D 122-138      | Jimmy Butler (25) | Cody Zeller (8)      | Caleb Martin (6)  | Fiserv Forum 17 576  | 1 - 1 |
| 4     | 22 avril   | Milwaukee   | V 121-99       | Jimmy Butler (30) | Adebayo, Martin (11) | Bam Adebayo (5)   | Kaseya Center 19 734 | 2 - 1 |
| 4     | 24 avril   | Milwaukee   | V 119-114      | Jimmy Butler (56) | Jimmy Butler (9)     | Gabe Vincent (8)  | Kaseya Center 19 614 | 3 - 1 |
| 5     | 26 avril   | @ Milwaukee | V 128-126 (OT) | Jimmy Butler (42) | Kevin Love (12)      | Bam Adebayo (10)  | Fiserv Forum 18 113  | 4 - 1 |

| Match | Date match | Équipe     | Score     | Meilleur marqueur | Meilleur rebondeur  | Meilleur passeur   | Lieux Spectateurs            | Série |
| ----- | ---------- | ---------- | --------- | ----------------- | ------------------- | ------------------ | ---------------------------- | ----- |
| 1     | 30 avril   | @ New York | V 108-101 | Jimmy Butler (25) | Jimmy Butler (11)   | Kyle Lowry (6)     | Madison Square Garden 19 812 | 1 - 0 |
| 2     | 2 mai      | @ New York | D 105-111 | Caleb Martin (22) | Adebayo, Martin (8) | Adebayo, Lowry (6) | Madison Square Garden 19 812 | 1 - 1 |
| 3     | 6 mai      | New York   | V 105-86  | Jimmy Butler (28) | Bam Adebayo (12)    | Trois joueurs (4)  | Kaseya Center 19 927         | 2 - 1 |
| 4     | 8 mai      | New York   | V 109-101 | Jimmy Butler (27) | Bam Adebayo (13)    | Jimmy Butler (10)  | Kaseya Center 19 769         | 3 - 1 |
| 5     | 10 mai     | @ New York | D 103-112 | Jimmy Butler (19) | Bam Adebayo (8)     | Jimmy Butler (9)   | Madison Square Garden 19 812 | 3 - 2 |
| 6     | 12 mai     | New York   | V 96-92   | Jimmy Butler (24) | Bam Adebayo (9)     | Kyle Lowry (9)     | Kaseya Center 19 737         | 4 - 2 |

| Match | Date match | Équipe   | Score     | Meilleur marqueur    | Meilleur rebondeur   | Meilleur passeur    | Lieux Spectateurs    | Série |
| ----- | ---------- | -------- | --------- | -------------------- | -------------------- | ------------------- | -------------------- | ----- |
| 1     | 17 mai     | @ Boston | V 123-116 | Jimmy Butler (35)    | Bam Adebayo (8)      | Jimmy Butler (7)    | TD Garden 19 156     | 1 - 0 |
| 2     | 19 mai     | @ Boston | V 111-105 | Jimmy Butler (27)    | Bam Adebayo (17)     | Bam Adebayo (9)     | TD Garden 19 156     | 2 - 0 |
| 3     | 21 mai     | Boston   | V 128-102 | Gabe Vincent (29)    | Jimmy Butler (8)     | Jimmy Butler (6)    | Kaseya Center 20 088 | 3 - 0 |
| 4     | 23 mai     | Boston   | D 99-116  | Jimmy Butler (29)    | Jimmy Butler (9)     | Kyle Lowry (6)      | Kaseya Center 20 147 | 3 - 1 |
| 5     | 25 mai     | @ Boston | D 97-110  | Duncan Robinson (18) | Bam Adebayo (8)      | Duncan Robinson (9) | TD Garden 19 156     | 3 - 2 |
| 6     | 27 mai     | Boston   | D 103-104 | Jimmy Butler (24)    | Caleb Martin (15)    | Jimmy Butler (8)    | Kaseya Center 20 201 | 3 - 3 |
| 7     | 29 mai     | @ Boston | V 103-84  | Jimmy Butler (28)    | Adebayo, Martin (10) | Bam Adebayo (7)     | TD Garden 19 156     | 4 - 3 |

| Match | Date match | Équipe   | Score     | Meilleur marqueur | Meilleur rebondeur | Meilleur passeur  | Lieux Spectateurs    | Série |
| ----- | ---------- | -------- | --------- | ----------------- | ------------------ | ----------------- | -------------------- | ----- |
| 1     | 1er juin   | @ Denver | D 93-104  | Bam Adebayo (26)  | Bam Adebayo (13)   | Jimmy Butler (7)  | Ball Arena 19 528    | 0 - 1 |
| 2     | 4 juin     | @ Denver | V 111-108 | Gabe Vincent (23) | Kevin Love (10)    | Jimmy Butler (9)  | Ball Arena 19 537    | 1 - 1 |
| 3     | 7 juin     | Denver   | D 94-109  | Jimmy Butler (28) | Bam Adebayo (17)   | Lowry, Strus (5)  | Kaseya Center 20 019 | 1 - 2 |
| 4     | 9 juin     | Denver   | D 95-108  | Jimmy Butler (25) | Bam Adebayo (11)   | Butler, Lowry (7) | Kaseya Center 20 184 | 1 - 3 |
| 5     | 12 juin    | @ Denver | D 89-94   | Jimmy Butler (21) | Bam Adebayo (12)   | Jimmy Butler (5)  | Ball Arena 19 537    | 1 - 4 |

### Confrontations en saison régulière
| Conférence Est      | Conférence Est                              | Conférence Est                              | Conférence Est                              | Conférence Est                              | Conférence Ouest                            | Conférence Ouest                            | Conférence Ouest                            |
| Division Atlantique | Division Atlantique                         | Division Atlantique                         | Division Atlantique                         | Division Atlantique                         | Division Nord-Ouest                         | Division Nord-Ouest                         | Division Nord-Ouest                         |
| Équipe              | Domicile                                    | Domicile                                    | Extérieur                                   | Extérieur                                   | Équipe                                      | Domicile                                    | Extérieur                                   |
| ------------------- | ------------------------------------------- | ------------------------------------------- | ------------------------------------------- | ------------------------------------------- | ------------------------------------------- | ------------------------------------------- | ------------------------------------------- |
| Boston              | 104-111                                     | 98-95                                       | 121-134                                     | 120-116 (OT)                                | Denver                                      | 108-112                                     | 119-124                                     |
| Brooklyn            | 101-102                                     | 100-129                                     | 105-116                                     |                                             | Minnesota                                   | 113-110                                     | 101-105                                     |
| New York            | 120-122                                     | 127-120                                     | 104-106                                     | 92-101                                      | Oklahoma City                               | 112-111                                     | 110-108                                     |
| Philadelphie        | 96-119                                      |                                             | 101-99                                      | 120-101                                     | Portland                                    | 107-110                                     | 119-98                                      |
| Toronto             | 112-109                                     | 90-98                                       | 104-112                                     | 92-106                                      | Utah                                        | 119-115                                     | 126-123                                     |
| Division            | 6–12 (Domicile : 3-6; Extérieur : 3-6)      | 6–12 (Domicile : 3-6; Extérieur : 3-6)      | 6–12 (Domicile : 3-6; Extérieur : 3-6)      | 6–12 (Domicile : 3-6; Extérieur : 3-6)      | Division                                    | 6–4 (Domicile : 3-2; Extérieur : 3-2)       | 6–4 (Domicile : 3-2; Extérieur : 3-2)       |
| Division Centrale   | Division Centrale                           | Division Centrale                           | Division Centrale                           | Division Centrale                           | Division Pacifique                          | Division Pacifique                          | Division Pacifique                          |
| Équipe              | Domicile                                    | Domicile                                    | Extérieur                                   | Extérieur                                   | Équipe                                      | Domicile                                    | Extérieur                                   |
| Chicago             | 108-116                                     | 103-113                                     | 99-113                                      |                                             | Golden State                                | 116-109                                     | 110-123                                     |
| Cleveland           | 100-104                                     | 119-115                                     | 87-113                                      | 100-97                                      | L.A. Clippers                               | 115-110                                     | 110-100                                     |
| Detroit             | 96-116                                      |                                             | 112-100                                     | 118-105                                     | L.A. Lakers                                 | 112-98                                      | 109-112                                     |
| Indiana             | 108-111                                     | 116-111                                     | 99-101                                      | 87-82                                       | Phoenix                                     | 113-112                                     | 104-96                                      |
| Milwaukee           | 108-102                                     | 111-95                                      | 115-123                                     | 99-128                                      | Sacramento                                  | 110-107                                     | 113-119                                     |
| Division            | 8–10 (Domicile : 4-5; Extérieur : 4-5)      | 8–10 (Domicile : 4-5; Extérieur : 4-5)      | 8–10 (Domicile : 4-5; Extérieur : 4-5)      | 8–10 (Domicile : 4-5; Extérieur : 4-5)      | Division                                    | 7–3 (Domicile : 5-0; Extérieur : 2-3)       | 7–3 (Domicile : 5-0; Extérieur : 2-3)       |
| Division Sud-Est    | Division Sud-Est                            | Division Sud-Est                            | Division Sud-Est                            | Division Sud-Est                            | Division Sud-Ouest                          | Division Sud-Ouest                          | Division Sud-Ouest                          |
| Équipe              | Domicile                                    | Domicile                                    | Extérieur                                   | Extérieur                                   | Équipe                                      | Domicile                                    | Extérieur                                   |
| Atlanta             | 117-109                                     | 130-128                                     | 106-98                                      | 113-121                                     | Dallas                                      | 129-122                                     | 90-115                                      |
| Charlotte           | 117-112 (OT)                                | 132-115                                     | 117-122                                     | 103-108                                     | Houston                                     | 97-95                                       | 111-108                                     |
|                     |                                             |                                             |                                             |                                             | Memphis                                     | 138-119                                     | 93-101                                      |
| Orlando             | 110-105                                     | 123-119                                     | 107-103 (OT)                                | 114-126 (OT)                                | New Orleans                                 | 100-96                                      | 124-98                                      |
| Washington          | 113-105                                     | 110-107                                     | 106-107 (OT)                                | 108-114                                     | San Antonio                                 | 111-115                                     | 111-101                                     |
| Division            | 10–6 (Domicile : 8-0; Extérieur : 2-6)      | 10–6 (Domicile : 8-0; Extérieur : 2-6)      | 10–6 (Domicile : 8-0; Extérieur : 2-6)      | 10–6 (Domicile : 8-0; Extérieur : 2-6)      | Division                                    | 6–3 (Domicile : 3-1; Extérieur : 3-3)       | 6–3 (Domicile : 3-1; Extérieur : 3-3)       |
| Conférence          | 24–28 (Domicile : 15–11; Extérieur : 9–17)  | 24–28 (Domicile : 15–11; Extérieur : 9–17)  | 24–28 (Domicile : 15–11; Extérieur : 9–17)  | 24–28 (Domicile : 15–11; Extérieur : 9–17)  | Conférence                                  | 20–10 (Domicile : 12–3; Extérieur : 8–7)    | 20–10 (Domicile : 12–3; Extérieur : 8–7)    |
| Total               | 44–38 (Domicile : 27–14; Extérieur : 17–24) | 44–38 (Domicile : 27–14; Extérieur : 17–24) | 44–38 (Domicile : 27–14; Extérieur : 17–24) | 44–38 (Domicile : 27–14; Extérieur : 17–24) | 44–38 (Domicile : 27–14; Extérieur : 17–24) | 44–38 (Domicile : 27–14; Extérieur : 17–24) | 44–38 (Domicile : 27–14; Extérieur : 17–24) |

## Classements
| Conférence Est | Conférence Est             | Conférence Est | Conférence Est | Conférence Est | Conférence Est | Conférence Est | Conférence Est |
| No             | Franchise                  | Vic.           | Déf.           | MJ             | V/D            | GB             |                |
| -------------- | -------------------------- | -------------- | -------------- | -------------- | -------------- | -------------- | -------------- |
| 1              | z - Bucks de Milwaukee     | 58             | 24             | 82             | .707           | -              |                |
| 2              | y - Celtics de Boston      | 57             | 25             | 82             | .695           | 1              |                |
| 3              | x - 76ers de Philadelphie  | 54             | 28             | 82             | .659           | 4              |                |
| 4              | x - Cavaliers de Cleveland | 51             | 31             | 82             | .622           | 7              |                |
| 5              | x - Knicks de New York     | 47             | 35             | 82             | .573           | 11             |                |
| 6              | x - Nets de Brooklyn       | 45             | 37             | 82             | .549           | 13             |                |
|                |                            |                |                |                |                |                |                |
| 7              | x - Heat de Miami          | 44             | 38             | 82             | .537           | 14             |                |
| 8              | y - Hawks d'Atlanta        | 41             | 41             | 82             | .500           | 17             |                |
| 9              | pi - Raptors de Toronto    | 41             | 41             | 82             | .500           | 17             |                |
| 10             | pi - Bulls de Chicago      | 40             | 42             | 82             | .488           | 18             |                |
|                |                            |                |                |                |                |                |                |
| 11             | o - Pacers de l'Indiana    | 35             | 47             | 82             | .427           | 23             |                |
| 12             | o - Wizards de Washington  | 35             | 47             | 82             | .427           | 23             |                |
| 13             | o - Magic d'Orlando        | 34             | 48             | 82             | .415           | 24             |                |
| 14             | o - Hornets de Charlotte   | 27             | 55             | 82             | .329           | 31             |                |
| 15             | o - Pistons de Détroit     | 17             | 65             | 82             | .207           | 41             |                |

| Division Sud-Est          | V  | D  | MJ | V/D  | GB | Dom   | Ext   | Div  |
| ------------------------- | -- | -- | -- | ---- | -- | ----- | ----- | ---- |
| y - Heat de Miami         | 44 | 38 | 82 | .537 | –  | 27-14 | 17-24 | 10-6 |
| pi - Hawks d'Atlanta      | 41 | 41 | 82 | .500 | 3  | 24-17 | 17-24 | 8-8  |
| o - Wizards de Washington | 35 | 47 | 82 | .427 | 9  | 19-22 | 16-25 | 8-8  |
| o - Magic d'Orlando       | 34 | 48 | 82 | .415 | 10 | 20-21 | 14-27 | 7-9  |
| o - Hornets de Charlotte  | 27 | 55 | 82 | .329 | 17 | 13-28 | 14-27 | 7-9  |

| Play-in Tournament | Défaite pour la 7e place face aux Hawks d'Atlanta (8) (105–116) Victoire pour la 8e place face aux Bulls de Chicago (10) (102–91) Le Heat de Miami se qualifie en 8e place de la Conférence Est. |